# Bouzouki

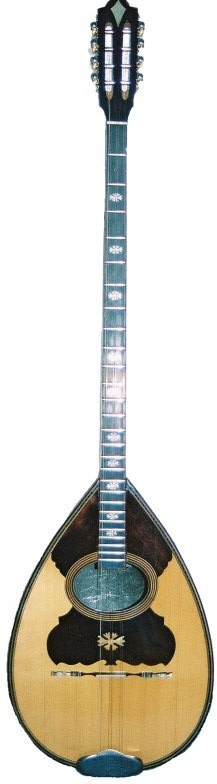
En tresträngad bouzouki (trichordo).

Bouzouki är ett långhalsat stränginstrument som kan liknas vid en mandola eller luta och som förmodligen härstammar från den europeiska långhalsade lutan. Bouzoukin har tre eller fyra dubbla strängar och används i grekisk folk- och populärmusik, särskilt i rebetiko, en distinkt Grekisk form av "stadsmusik". Den infördes ursprungligen till Grekland via Turkiet och är nära besläktad med den persiska lutan tanbur. I sin moderna utformning är instrumentet påverkat av mandolinen, såväl till formen som till klang och spelteknik.
Bland namnkunniga bouzoukispelare märks libanesen Matar Muhammad (1939–1995).

## Bouzoukin i västerlandet
Bouzoukimusiken fick uppmärksamhet i västerlandet genom filmerna Aldrig på en söndag (1960) och Zorba (1965), den sistnämnda med musik av Mikis Theodorakis. Theodorakis använde gärna bouzoukin i sina kompositioner, och var en av de första att lyfta fram bouzoukin och andra traditionella grekiska musikelement inom konstmusiken.
Omkring 1960 infördes bouzoukin som instrument i den irländska folkmusiken. Därifrån spred den sig bland annat till Sverige, där särskilt Ale Möller har varit en stilbildare och förnyare av instrumentet även instrumenttekniskt. Den bouzoukityp som används i Norden är delvis anpassad till den nordiska folkmusiken. Andra kända svenskar som har spelat eller spelar bouzouki är Lars Winnerbäck, Stavros Genaridis, Sofia Karlsson, Roger Tallroth, Esbjörn Hazelius, Bo Ahlbertz, Lasse Sörlin och Kjell Westling.